# Aspila perigeoides
Aspila perigeoides là một loài bướm đêm trong họ Noctuidae.